# Alexander van Teck

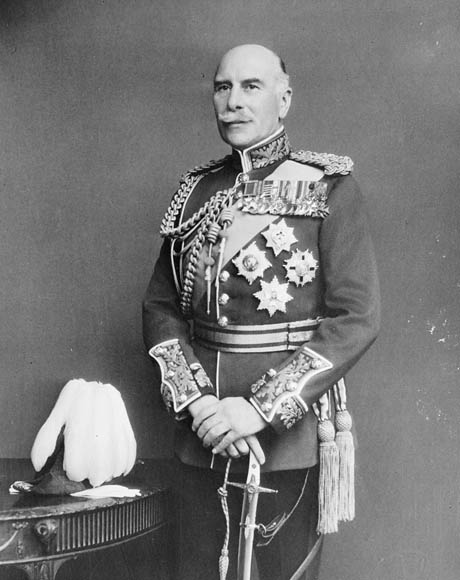
Alexander van Teck

Alexander Augustus Frederik Willem Alfred George Cambridge van Teck, 1e graaf van Athlone (Kensington Palace (Londen), 14 april 1874 - aldaar, 16 januari 1957) was een lid van de Britse koninklijke familie. Hij was een broer van de Britse koningin Mary.
Hij was de jongste zoon van Frans van Teck en Mary Adelaide van Cambridge (een kleindochter van koning George III). Hij werd opgeleid aan Eton College en volgde daarna een militaire opleiding aan Sandhurst. Daarna diende hij in het regiment van The Queen's own Huzaren. In die hoedanigheid nam hij deel aan de Tweede Boerenoorlog. Vlak voor het uitbreken van de Eerste Wereldoorlog werd hij benoemd tot gouverneur-generaal van Canada, maar nadat de oorlog was uitgebroken wist hij zijn zwager, koning George V ervan te overtuigen hem van die verplichting te ontheffen, opdat hij in het leger kon deelnemen aan de strijd. Hij diende gedurende de gehele oorlog.
Op 10 februari 1904 was hij getrouwd met prinses Alice, een kleindochter van koningin Victoria. Haar moeder was een zuster van koningin Emma der Nederlanden.
Het paar kreeg drie kinderen:
- May Cambridge (23 januari 1906 – 29 mei 1994)
- Rupert Cambridge (24 augustus 1907 – 15 april 1928), overleed na een auto-ongeluk
- Maurice van Teck (29 maart 1910 – 14 september 1910)

Gedurende de Eerste Wereldoorlog had koning George V besloten om de Duitse naam van zijn huis (Saksen-Coburg-Gotha) te veranderen in het Engelse Windsor. Tegelijk deed hij afstand van alle Duitse titels die het koninklijk huis nog bezat. Hierop besloot ook Alexander afstand te doen van zijn Duitse titel Teck. Hij nam de naam van zijn moeder - Cambridge - aan en ontving even later de titel graaf van Athlone.
In 1923 werd hij benoemd tot gouverneur-generaal van de Unie van Zuid-Afrika als opvolger van zijn neef Arthur van Connaught. In 1940 vervulde hij diezelfde functie opnieuw in Canada. Daar verleenden hij en zijn vrouw gastvrijheid aan de Nederlandse kroonprinses Juliana met haar dochters. In 1946 keerde hij terug naar Engeland en vestigde zich in Kensington Palace. In 1953 woonde hij nog de kroning bij van zijn achternicht Elizabeth.
- Bibliothèque nationale de France: cb15542038q (data)
- Gemeinsame Normdatei: 1161379789
- Virtual International Authority File: 316737294
- WorldCat: E39PBJr3ppkxf84Gwc6b8Frwmd